# Gare de Dombås
La gare de Dombås est une gare ferroviaire de la ligne de Dovre et un terminus de la ligne de Rauma. La gare se trouve dans le village de Dombås qui est rattaché à la commune de Dovre.

## Situation ferroviaire
Établie à 659 mètres d'altitude, la gare de Dombås est située à 343,04 km d'Oslo.

## Histoire

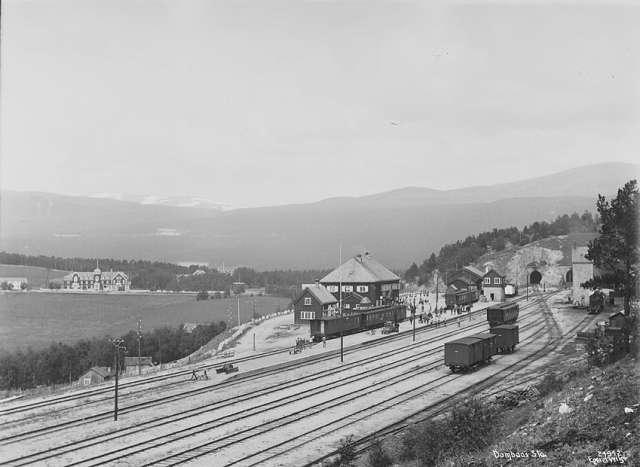
La gare en 1924.

La gare a été mise en service en 1913 lorsque le tronçon Eidsvoll - Dombås fut achevé. Pendant 8 ans, la gare sera le terminus de la ligne de Dovre dont le prolongement jusqu'à Støren sera inauguré le 20 septembre 1921.
En 1924, avec l'ouverture de la ligne de Rauma, la gare de Dombås devient un nœud ferroviaire permettant de relier le comté de Sogn og Fjordane à la capitale.
Le 23 avril 1940 la gare fut bombardée et détruite, mais reconstruite l'année suivante.

## Services aux voyageurs

### Accueil
La gare est équipée d'un parking d'une cinquantaine de places. 
Il y a des guichets ouverts toute la semaine. La gare propose un service de consigne et des automates pour la restauration.

### Desserte
La gare est desservie par des trains régionaux reliant Trondheim à Oslo et par des trains locaux assurant la liaison pour Åndalsnes.

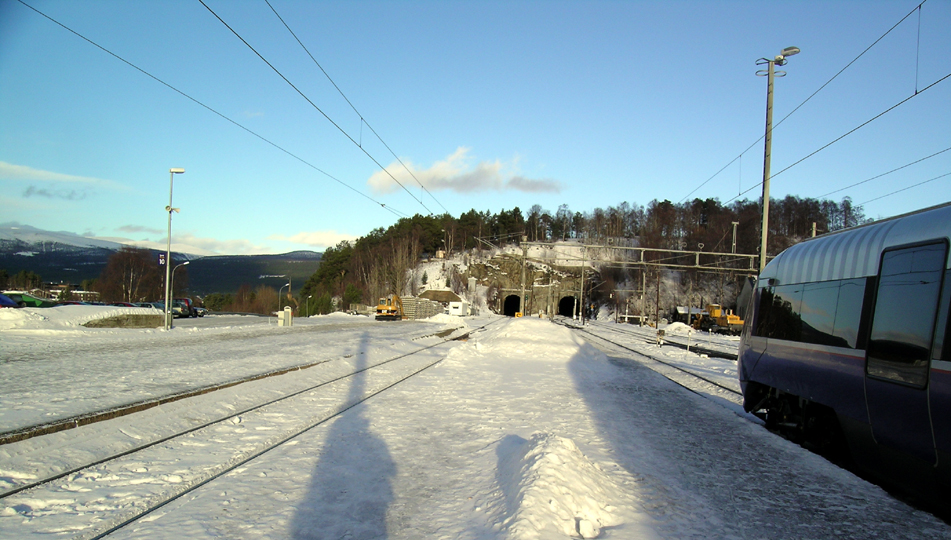
Le tunnel de gauche part en direction d'Åndalsnes, celui de droite en direction de Trondheim.

### Intermodalités
Un arrêt de bus se situe à 300 m de la gare.